# Qualificatórias da Challenger Cup de Voleibol Masculino de 2023 – NORCECA
O torneio classificatório para a Challenger Cup de Voleibol Masculino de 2023 serviu como uma etapa de qualificação para seleções nacionais membros da Confederação da América do Norte, Central e Caribe de Voleibol (NORCECA). O evento ocorreu em Pinar del Río, Cuba, entre os dias 3 e 5 de junho de 2022, e teve como objetivo definir os times que participariam da Challenger Cup de 2023.
Com três vitórias em três partidas disputadas, a seleção cubana garantiu vaga para a Challenger Cup de 2023. No entanto, como Cuba venceu posteriormente a Challenger Cup de 2022 e se classificou para a Liga das Nações de 2023, a República Dominicana, vice-campeã do torneio qualificatório, conquistou a oportunidade de participar da Challenger Cup de 2023.

## Formato da disputa
O torneio foi disputado em rodada única, com todas as equipes se enfrentando.

### Critérios de desempate
1. Número de vitórias
2. Número de pontos
3. Razão dos pontos
4. Razão dos sets
5. Resultado da última partida entre os times empatados

- Partida com resultado final 3–0: 5 pontos para o vencedor e 0 pontos para o perdedor.
- Partida com resultado final 3–1: 4 pontos para o vencedor e 1 pontos para o perdedor.
- Partida com resultado final 3–2: 3 pontos para o vencedor e 2 pontos para o perdedor.[6]

## Equipes participantes
A anfitriã Cuba e as três primeiras equipes classificadas no ranking da NORCECA em 1 de janeiro de 2022 não participantes da Liga das Nações de 2022 se classificaram para o torneio. Entre parênteses está a posição de cada equipe no ranking da NORCECA na referida data.
- Cuba (3º, país-sede)
- Porto Rico (4º)
- México (5º)
- República Dominicana (6º)

## Local das partidas
| Pinar del Río, Cuba              |
| -------------------------------- |
| Sala Polivalente 19 de Noviembre |
| Capacidade: 3 000                |

## Resultados
|     |                      |     | Jogos | Jogos | Jogos | Resultados | Resultados | Resultados | Resultados | Resultados | Resultados | Sets | Sets | Sets  | Pontos | Pontos | Pontos |
| Pos | Equipe               | Pts | T     | V     | D     | 3–0        | 3–1        | 3–2        | 2–3        | 1–3        | 0–3        | V    | P    | R     | V      | P      | R      |
| --- | -------------------- | --- | ----- | ----- | ----- | ---------- | ---------- | ---------- | ---------- | ---------- | ---------- | ---- | ---- | ----- | ------ | ------ | ------ |
| 1   | Cuba                 | 15  | 3     | 3     | 0     | 3          | 0          | 0          | 0          | 0          | 0          | 9    | 0    | MAX   | 225    | 160    | 1.406  |
| 2   | República Dominicana | 6   | 3     | 2     | 1     | 0          | 0          | 2          | 0          | 0          | 1          | 6    | 7    | 0.857 | 267    | 287    | 0.930  |
| 3   | México               | 5   | 3     | 1     | 2     | 0          | 0          | 1          | 1          | 0          | 1          | 5    | 8    | 0.625 | 261    | 298    | 0.876  |
| 4   | Porto Rico           | 4   | 3     | 0     | 3     | 0          | 0          | 0          | 2          | 0          | 1          | 4    | 9    | 0.444 | 277    | 285    | 0.972  |

- Todas as partidas seguem o horário local (UTC−04:00).

| Data  | Hora  |                      | Placar |                      | Set 1 | Set 2 | Set 3 | Set 4 | Set 5 | Total   | Relatório |
| ----- | ----- | -------------------- | ------ | -------------------- | ----- | ----- | ----- | ----- | ----- | ------- | --------- |
| 3 jun | 19:53 | Cuba                 | 3–0    | República Dominicana | 25–16 | 25–13 | 25–23 |       |       | 75–52   | P2 P3     |
| 3 jun | 22:17 | Porto Rico           | 2–3    | México               | 24–26 | 25–21 | 24–26 | 25–15 | 15–17 | 113–105 | P2 P3     |
| 4 jun | 17:30 | Porto Rico           | 2–3    | República Dominicana | 23–25 | 25–16 | 22–25 | 25–23 | 14–16 | 109–105 | P2 P3     |
| 4 jun | 21:00 | México               | 0–3    | Cuba                 | 15–25 | 21–25 | 17–25 |       |       | 53–75   | P2 P3     |
| 5 jun | 16:00 | República Dominicana | 3–2    | México               | 25–22 | 23–25 | 25–22 | 22–25 | 15–9  | 110–103 | P2 P3     |
| 5 jun | 20:28 | Cuba                 | 3–0    | Porto Rico           | 25–18 | 25–16 | 25–21 |       |       | 75–55   | P2 P3     |

## Classificação final
| Posição | Equipe               |
| ------- | -------------------- |
| 1       | Cuba                 |
| 2       | República Dominicana |
| 3       | México               |
| 4       | Porto Rico           |

|  | Classificado posteriormente para a Liga das Nações de 2023 via Challenger Cup de 2022 |
|  | Classificado para a Challenger Cup de 2023                                            |